# Howard Crossett
Howard Wallace Crossett, né le 22 juillet 1918 à Essex (New York) et mort le 30 juin 1968 à Lebanon (New Hampshire), est un bobeur américain.

## Biographie
Howard Crossett participe aux Jeux olympiques de 1952 à Oslo, et remporte la médaille d'argent en bob à quatre avec Stan Benham, James Atkinson et Patrick Martin.

## Palmarès

### Jeux Olympiques
- : médaillé d'argent en bob à 4 aux JO 1952.